# MG 151
La MG 151 era un canó automàtic aeronàutic de 15 mm produït per Waffenfabrik Mauser durant la Segona Guerra Mundial. La seva variant de 20 mm, MG 151/20 va ser àmpliament utilitzada en els caces, caces bombarders,els caces nocturns, els avions d'atac a terra i alguns bombarders de la Luftwaffe durant la Segona Guerra Mundial

## Història i desenvolupament
El MG 151 era un canó automàtic aeronàutic del calibre de 15 mm, dissenyat per la Waffenfabrik Mauser el 1940. No prou potent, va evolucionar el 1941 en el MG 151/20 de 20 mm i va constituir en conseqüència un dels armaments principals avions de la Luftwaffe.
La versió de 15 mm es va instal·lar inicialment a les versions F del Messerschmitt Bf 109, però malgrat la seva òbvia superioritat respecte a la MG FF, perquè era més precisa gràcies a la seva major velocitat inicial, tenir una cadència de tir més elevada i un número superior de munició a causa de la seva alimentació per cinta metàl·lica i no per tambor, es va estimar ràpidament que li mancava de poder destructor. Per tant, es va revisar l'arma per acceptar una munició de 20 mm anomenant-se el nou model MG 151/20. Les modificacions van ser força limitades, de manera que amb l'intercanvi del canó i algunes parts es feia possible l'adaptació de la MG 151 a la MG 151/20. Des de finals de 1943, només la variant de 20 mm encara estava en servei.
Vuit-cents MG 151/20 va ser exportats al Japó a bord del submarí italià Comandante Cappellini, l'agost de 1943, i es van utilitzar per equipar 388 caces japonesos Kawasaki Ki-61-I Hei. El MG 151/20 de 20 mm també es va instal·lar al Macchi C.205, al Fiat G.55 i al Reggiane Re.2005 de la Regia Aeronautica i als IAR 81B i 81C de la Forțele Aeriene Regale ale României (Reial Força Aèria de Rumania)

## Postguerra
Grans quantitats de MG 151 i 151/20 van ser recuperades dels avions de la Luftwaffe desactivats després de 1945 i es van utilitzar en molts conflictes a la dècada de 1950, 1960 i 1970, especialment al tercer món; per exemple, es van utilitzar nombrosos exemplars en les guerres colonials africanes des de Portugal, Sud-àfrica i Rhodèsia. L'usuari principal, però, va ser França que va utilitzar la MG 151/20 àmpliament en avions i helicòpters, especialment l'Aerospatiale Alouette III.